# Leti Arts
Leti Arts是一家位於加納阿克拉的電子遊戲開發商和漫畫創作公司，代表作有《非洲傳奇》。該公司是加納首家遊戲公司。

## 歷史
肯尼亞人衛斯里·基里尼亞在2007年通過自學創作出當地第一個電子遊戲《Nyangi歷險記》，遊戲發佈後基里尼亞獲得不少媒體的報道，加納出生的埃拉姆·塔維亞看到了報道後主動聯絡衛斯里，兩人遂成為好友。2009年在Meltwater旗下創意學院的幫助下，兩人在加納首次會面並藉助Meltwater的風投基金建立遊戲公司Leti Games。2010年基里尼亞在肯尼亞首都內羅比開設分公司。公司首個遊戲《iWarrior》於2009年在iOS平台推出，之後公司相繼在iOS和Android平台推出不少遊戲。2012年由於資金不足，公司開始自研遊戲引擎授權給其他非洲開發者使用，同時接受其他公司的遊戲改編專案。同年Leti Games參考DC和漫威英雄創作出由八位原創的非洲英雄組成的非洲傳奇系列，首發內容為包括一部遊戲和兩部漫畫的同名手機應用程序。隨著業務擴展，公司也更名為Leti Arts。2014年Leti Arts獲得2014年度MTV非洲音樂獎的「Transform Today by Absolut」提名。2015年Leti Arts以《非洲傳奇》獲得當年沃達豐應用之星的「最佳開發者應用」。
2018年Leti Arts推出內容平台Afrocomix，供非洲藝術家發佈插畫、漫畫、動畫和小說等作品，同年平台入選联合国世界信息峰会大奖的「文化及旅遊類別」。2022年非洲遊戲週期間，Leti Arts與基洛奧遊戲等非洲遊戲開發商成立泛非遊戲集團。

## 外部連結
- Leti Arts的X（前Twitter）
- Leti Arts的Facebook專頁